# 印度新金山中國渣打銀行

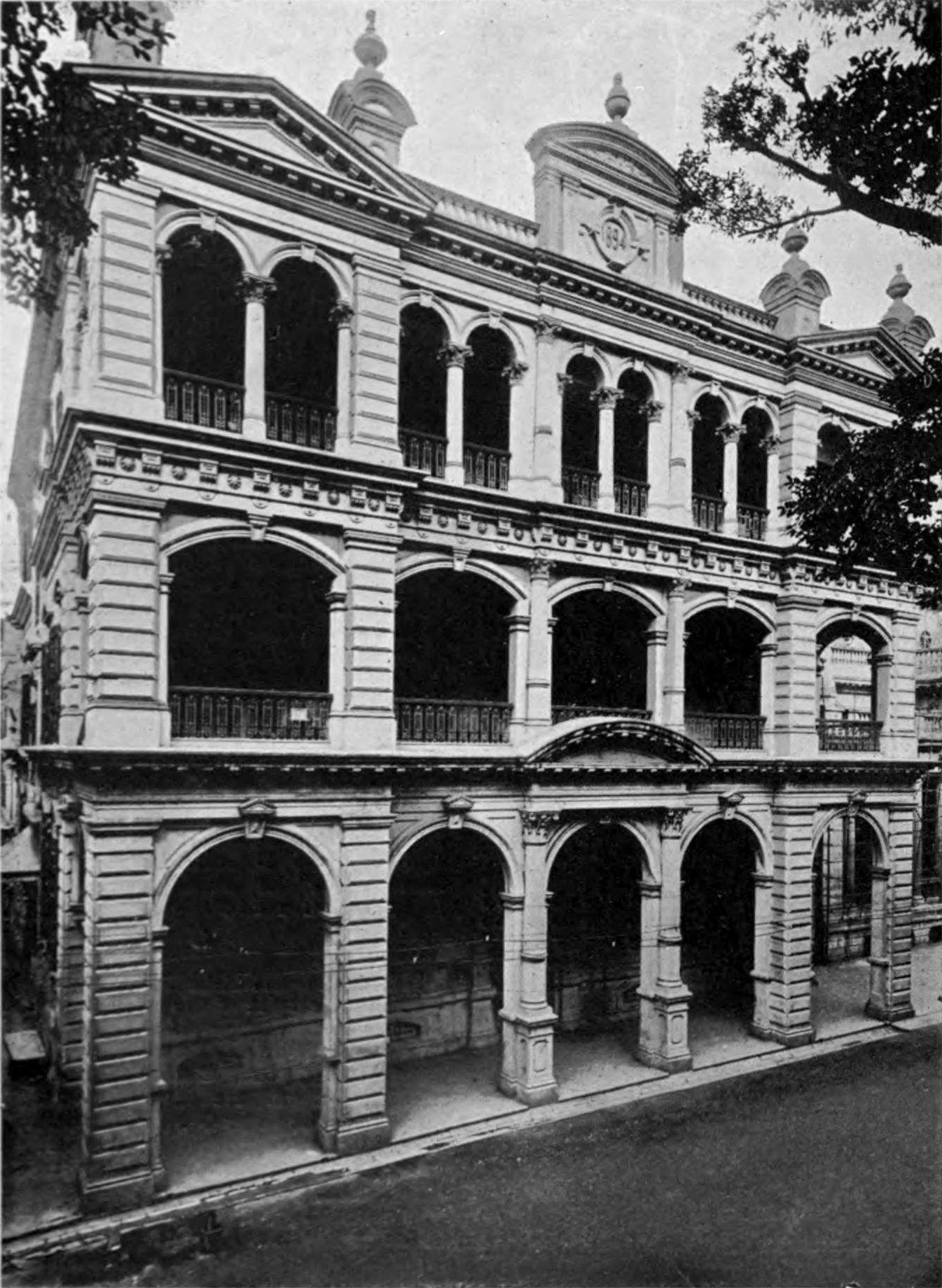
1908年位於香港的分行

印度新金山中國渣打銀行（英語：Chartered Bank of India, Australia and China），又稱印度新金山中國匯理銀行，簡稱渣打銀行或麥加利銀行，是現時渣打銀行的前身，由詹姆士·威爾遜於1853年承維多利亞女皇的皇家特許狀御准成立，並於1858年在加爾各答、孟買及上海成立分行。
翌年把業務擴展至新加坡（1861年新加坡辦事處升格為分行）及香港（1862年起獲准在香港行使發鈔權直至現在）。1860年代至1900年代印度新金山中國渣打銀行因1869年開通的蘇伊士運河及1871年中國電報的開通，使與從事孟買的棉花、加爾各答的茶葉及靛藍、緬甸的大米、爪哇的糖、蘇門答臘的煙草及往還馬尼拉與橫濱的大麻及絲綢的商人有更密切的生意往來。
1900年代於紐約及漢堡開設分行，當中1912年開設的紐約分行更是當地首間外資銀行分行，但在日本橫濱的分行卻毀於1923年的東京大地震。
1927年收購鐵行銀行，並間接持有阿拉哈巴德銀行（直至1969年印度政府把阿拉哈巴德收歸國有為止），使業務覆蓋科倫坡、上海、香港和新加坡等地。
1957年收購東方銀行使分行網絡擴展至亞丁、巴林、貝魯特、黎巴嫩、卡塔爾和阿聯酋及收購愛奧尼安銀行（Ionian Bank）塞浦路斯的分支機構。
1969年與南非標準銀行合併成標準渣打銀行，由於歐美與亞洲和非洲的貿易頻繁，銀行從中拓展貿易融資賺取豐厚利潤。